# Prasinocyma triangulata
Prasinocyma triangulata är en fjärilsart som beskrevs av Fletcher 1958. Prasinocyma triangulata ingår i släktet Prasinocyma och familjen mätare. Inga underarter finns listade i Catalogue of Life.